# جواز سفر بلغاري
جواز السفر البلغاري هو وثيقة السفر الدولية التي تصدر لمواطني بلغاريا، ويمكن أن يكون الجواز أيضا دليلا على الجنسية البلغارية. وجواز السفر يسهل عملية تأمين المساعدة من قبل موظفي القنصلية البلغارية في الخارج أو غيرها من الدول الأعضاء في الاتحاد الأوروبي إذا كانت القنصلية البلغارية غائبة، إذا لزم الأمر.
كل مواطن بلغاري هو أيضا مواطن في الاتحاد الأوروبي. جواز السفر، بالإضافة إلى بطاقة الهوية الوطنية يسمح بحرية التنقل والإقامة في أي من دول الاتحاد الأوروبي، المنطقة الاقتصادية الأوروبية وسويسرا. يمكن لمواطني بلغاريا العيش والعمل في أي دولة من دول الاتحاد الأوروبي بسبب بند حرية الحركة والإقامة الممنوحة في المادة رقم 21 من معاهدة الاتحاد الأوروبي.

## الأنواع
- عادي يصدر لجميع المواطنين البلغاريين وصالح لمدة خمس أو عشر سنوات.[3]
- خدمة يصدر لموظفي الدولة بناءً على طلب الجهة الحكومية.
- دبلوماسي يصدر للدبلوماسيين وكبار مسؤولي الدولة وأسرهم.

## متطلبات التأشيرة
اعتبارًا من 11 يناير 2022 يتمتع المواطنون البلغاريون بدخول 173 دولة وإقليم بدون تأشيرة أو تأشيرة دخول عند الوصول، مما يجعل جواز السفر البلغاري يحتل المرتبة 17 من حيث حرية السفر وفقًا لمؤشر هينلي لجوازات السفر.

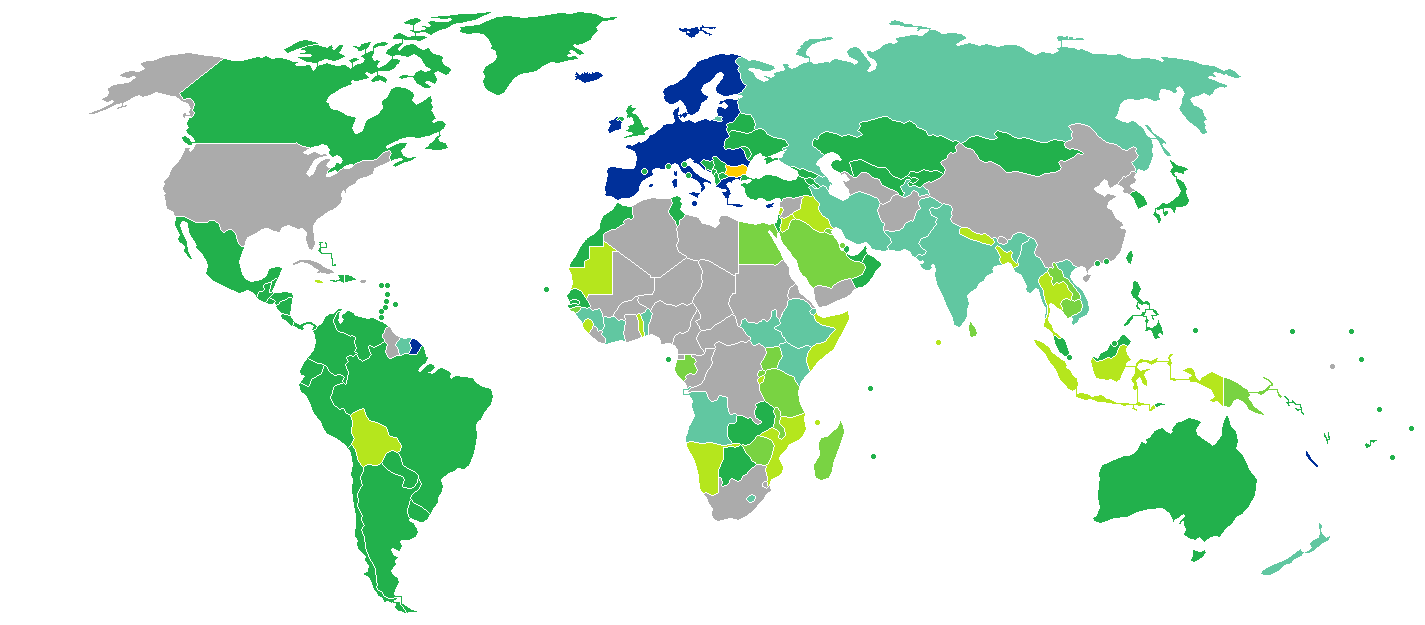
البلدان والأقاليم التي لا تفرض تأشيرة أو تطلب تأشيرة دخول عند الوصول للجهة، لحاملي جوازات السفر البلغارية العادية.

## معرض صور

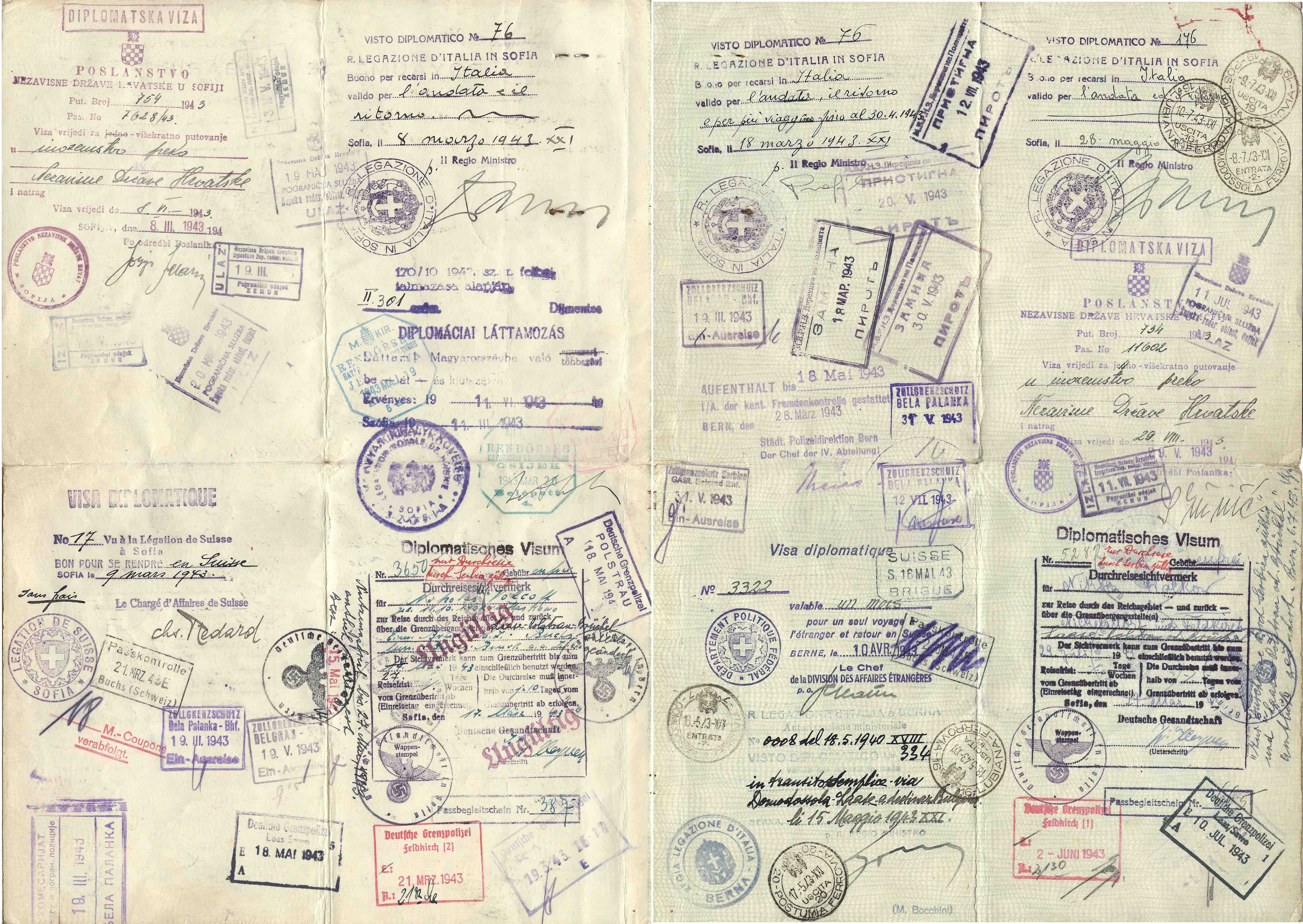
صفحة من جواز سفر دبلوماسي بلغاري يستخدم للسفر إلى سويسرا (1943)
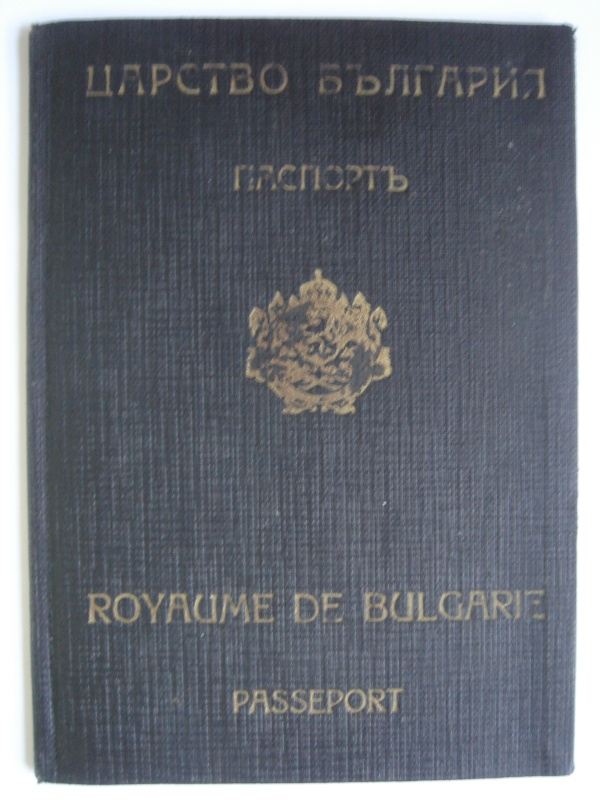
جواز سفر مملكة بلغاريا حوالي عام 1944
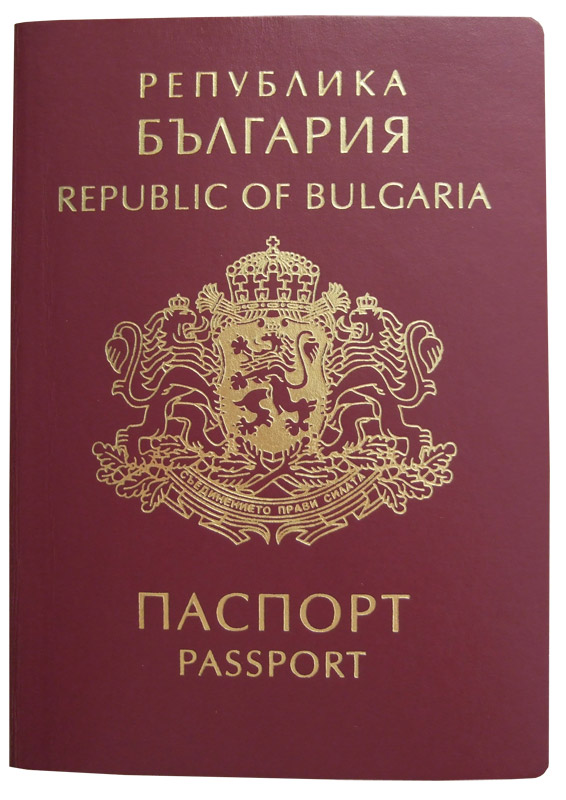
جواز السفر البلغاري غير الإلكتروني قبل الاتحاد الأوروبي (1999-2009)